# 台湾証券取引所
台湾証券取引所（たいわんしょうけんとりひきじょ、TWSE）は台湾の証券取引所。略称は台証所または証交所。
1961年10月23日に設立され、1962年2月9日に取引を開始した。1980年代以降、上場企業の増加により取引所は幾度か移転している。2005年以降は、超高層ビル「台北101（台北国際金融センター/臺北國際金融大樓）」に入居している。住所は、台北市信義区信義路5段7号3階および、9から12階である。

## 概要
主な取引品目には、株式、預託証券、債権、ワラント、ETF(上場信託投資)などがある。株式市場には東証一部に相当する「集中市場」のみがある。株式指標としては、同取引所が開発した加権指数が主に用いられている。また、FTSEと共同開発した指数もある。
台湾には本取引所のほか、店頭市場の台湾証券店頭売買センター（證券櫃臺買賣中心、GTSM、Gre Tai Securities Market）、先物市場の台湾先物取引所（臺灣期貨交易所、TAIFEX、Taiwan Future Exchange Market）がある。

## ETF（上場信託投資）
- Taiwan TOP50

## 立会時間
- 通常取引 09:00～13:30（日本時間10:00～14:30）